# 1887 a jogalkotásban
1887-ben az alábbi jogszabályokat alkották meg:

## Magyarország

### Törvények
- 1887. évi I. törvénycikk Az 1887. évben kiállítandó ujoncz- és póttartaléki jutalékok megajánlása tárgyában
- 1887. évi II. törvénycikk A m. kir. államvasutak fiumei állomásán szükségessé vált kiegészitési munkálatok költségeinek fedezéséről
- 1887. évi III. törvénycikk A hazai iparnak adandó állami kedvezményekről szóló 1881. évi XLIV. törvénycikk 2. §-ában foglalt kedvezményeknek némely bányászati vállalatokra való kiterjesztése iránt
- 1887. évi IV. törvénycikk Az igazságügyi m. kir. ministeriumnak a földmivelés-, ipar- és kereskedelemügyi m. kir. ministerium részére - Budapesten épülő államépületben való elhelyezéséről és a többköltség fedezésére szükségelt póthitelről
- 1887. évi V. törvénycikk A budapesti fővárosi m. kir. államrendőrség főkapitányi hivatala részére Budapesten megveendő házról, valamint annak megvételére, átalakitása és berendezésére szükséges kölcsön felvételének engedélyezéséről
- 1887. évi VI. törvénycikk A Monacoval 1886. évi február 22-én Bécsben, a közönséges bűntettesek kölcsönös kiadatása iránt kötött államszerződés beczikkelyezése tárgyában
- 1887. évi VII. törvénycikk A honvédelmi ministerium elhelyezésére szolgáló államépülettel szomszédos teleknek és az azon levő épületnek megvételéről
- 1887. évi VIII. törvénycikk Az 1878:V. törvénycikk 27. §-ának módositása iránt
- 1887. évi IX. törvénycikk Az irodalmi és művészeti művek szerzői jogának kölcsönös oltalmát illetőleg a birodalmi tanácsban képviselt királyságok és országok kormányával kötendő egyezmény iránt
- 1887. évi X. törvénycikk A német birodalommal 1886. évi május 9-én Bécsben, a szegényjog kölcsönös biztositása iránt kötött államszerződés beczikkelyezése tárgyában
- 1887. évi XI. törvénycikk A honvédcsapatok tartalék-hadikészleteinek és a népfölkelési csapatok egy része felszerelésének beszerzésére megkivántató rendkivüli költségek fedezéséről
- 1887. évi XII. törvénycikk Az 1887. évi állami költségvetésről
- 1887. évi XIII. törvénycikk Az 1885:XVII. törvénycikk által a Ludovika-Akadémiának kiépitésére megajánlott költségeken felül még szükséges 40,000 frtnyi pótkölcsön engedélyezése tárgyában
- 1887. évi XIV. törvénycikk A vasuti és gőzhajózási szállitás használatának megadóztatásáról szóló 1875:XX. törvénycikk némely határozmányainak módositásáról
- 1887. évi XV. törvénycikk A nyitravölgyi vasutról
- 1887. évi XVI. törvénycikk Az 1886. évi közösügyi költségekre a magyar korona országai által pótlólag fizetendő összegekről
- 1887. évi XVII. törvénycikk A közösügyi bizottságok által rendkivüli katonai óvintézkedések költségeire megszavazott 52.500,000 frtnyi hitel Magyarországra eső részének fedezéséről
- 1887. évi XVIII. törvénycikk Az 1884:XVII. törvénycikk (ipartörvény) 50. §-a utolsó kikezdésének módositása tárgyában
- 1887. évi XIX. törvénycikk Az 1885. évi budapesti országos általános kiállitás pénzhiányának fedezéséről
- 1887. évi XX. törvénycikk A hadsereg, hadtengerészet, honvédség és népfölkelés tiszti és legénységi özvegyeinek és árváinak ellátásáról
- 1887. évi XXI. törvénycikk A chilei köztársaságnak Peru és Bolivia ellen folytatott háboruja alkalmával hadikárokat szenvedett magyar és osztrák alattvalók kártéritési követelései iránt Chilével 1885. évi julius 11-én kötött nemzetközi egyezmény beczikkelyezéséről
- 1887. évi XXII. törvénycikk A közegészségügy rendezéséről szóló 1876. évi XIV. törvénycikk XIII. fejezetének módositásáról
- 1887. évi XXIII. törvénycikk Azon arányról, a melyben a magyar korona országai az 1867:XII. törvénycikkben közöseknek elismert állami ügyek terheihez hozzájárulnak
- 1887. évi XXIV. törvénycikk Az 1878:XX. törvénycikkbe iktatott vám- és kereskedelmi szövetség meghosszabbitásáról
- 1887. évi XXV. törvénycikk Az osztrák-magyar vámterület általános, vámtarifájáról szóló 1882. évi XVI. törvénycikk módositásáról
- 1887. évi XXVI. törvénycikk Az osztrák-magyar bank szabadalmának meghosszabbitásáról
- 1887. évi XXVII. törvénycikk Az 1878:XXVI. törvénycikkben foglalt intézkedéseknek további tiz évre való kiterjesztéséről
- 1887. évi XXVIII. törvénycikk Az ügyvédi rendtartásról szóló 1874:XXXIV. törvénycikk némely intézkedésének módositásáról
- 1887. évi XXIX. törvénycikk A királyi törvényszékek telekkönyvi hatóságához utalt ügyeknek egyes-birák által való elintézéséről
- 1887. évi XXX. törvénycikk A törvénykezési szünidő újabb szabályozásáról
- 1887. évi XXXI. törvénycikk A Szent-Annától Kisjenőig vezetendő helyi érdekü vasut engedélyezésére vonatkozó felhatalmazás tárgyában
- 1887. évi XXXII. törvénycikk Az állami pénztárak készleteinek kiegészitéséről
- 1887. évi XXXIII. törvénycikk Az első magyar-gácsországi vasuttársaság részére nyujtandó további külön állami biztositás tárgyában
- 1887. évi XXXIV. törvénycikk Az 1886. évi VIII. törvénycikk életbelépte óta, időközben a főrendiházban örökös tagsági jogot nyert családok törvénybe iktatásáról
- 1887. évi XXXV. törvénycikk A közös hadsereg (hadi tengerészet) és honvédség hatóságai által közigazgatási uton hozott, kártéritésben marasztaló határozatok hatálya és megtámadhatása tárgyában
- 1887. évi XXXVI. törvénycikk A Dániával 1887. évi márczius 14-én kötött kereskedelmi és hajózási egyezmény beczikkelyezéséről
- 1887. évi XXXVII. törvénycikk A Görögországgal 1887. évi márczius 30-án/április 11-én kötött kereskedelmi és hajózási egyezmény beczikkelyezéséről
- 1887. évi XXXVIII. törvénycikk A kereskedelmi utazókról Belgiummal 1887. évi márczius 30-án kötött egyezmény beczikkelyezéséről
- 1887. évi XXXIX. törvénycikk A Braziliával az áruvédjegyek ótalma tárgyában 1886. évi augusztus 28-án kötött egyezmény beczikkelyezéséről
- 1887. évi XL. törvénycikk A Németalfölddel az áruvédjegyek ótalma tárgyában 1886. évi szeptember 3-án kötött egyezmény beczikkelyezéséről
- 1887. évi XLI. törvénycikk A kereskedelmi viszonyoknak Olaszországgal és Németországgal 1888. évi junius 30-ig leendő ideiglenes rendezéséről
- 1887. évi XLII. törvénycikk Az 1888. év első negyedében viselendő közterhekről és fedezendő állami kiadásokról
- 1887. évi XLIII. törvénycikk A Magyarország és Horvát-Szlavon-Dalmátországok közt, az 1880:LIV. törvénycikk értelmében létrejött pénzügyi egyezmény hatályának meghosszabbitásáról
- 1887. évi XLIV. törvénycikk A dohányjövedéki törvények és törvényesitett szabályok némely intézkedéseinek módositásáról
- 1887. évi XLV. törvénycikk A bélyeg- és illetékekre vonatkozó törvények és törvényesitett szabályok némely határozatainak módositásáról
- 1887. évi XLVI. törvénycikk A határőrvidéki vasutakra vonatkozó 1880. évi XLIII. tc. módositásáról
- 1887. évi XLVII. törvénycikk A bor-, hus-, czukor- és sörfogyasztás megadóztatásáról szóló 1875. évi XXVIII. és 1883. évi V. törvénycikkek némely határozmányainak módositásáról
- 1887. évi XLVIII. törvénycikk Az 1888. évben kiállitandó ujoncz- és póttartaléki jutalékok megajánlása tárgyában